# Lubenec
Lubenec (německy Lubenz) je obec v okrese Louny v Ústeckém kraji. Tvoří ji deset částí, v nichž celkem žije přibližně 1 300 obyvatel. 

## Název
Původní název Luben byl odvozen ze slovanského slova lub s významem stromová kůra a vztahoval se nejspíše ke dvoru nebo rybníku (pokrytém kůrou). Příponou -ec později vznikla jeho zdrobnělina. V historických pramenech se jméno objevuje ve tvarech: Luben (1115, falzum), in Lubenec (1356), in Lubencz (1361), Lubenecz (1369), in Libenczi (1415), in Lubencz (1437), in Lubenczi (1447), u Lubence (1474), ve vsi Lubenczy (1542), v městečko Lubenecz (1579), Lubentz a Liebentz (1651), Libenz a Lubenc (1785) nebo Lubenz a Lubenec (1847).

## Historie

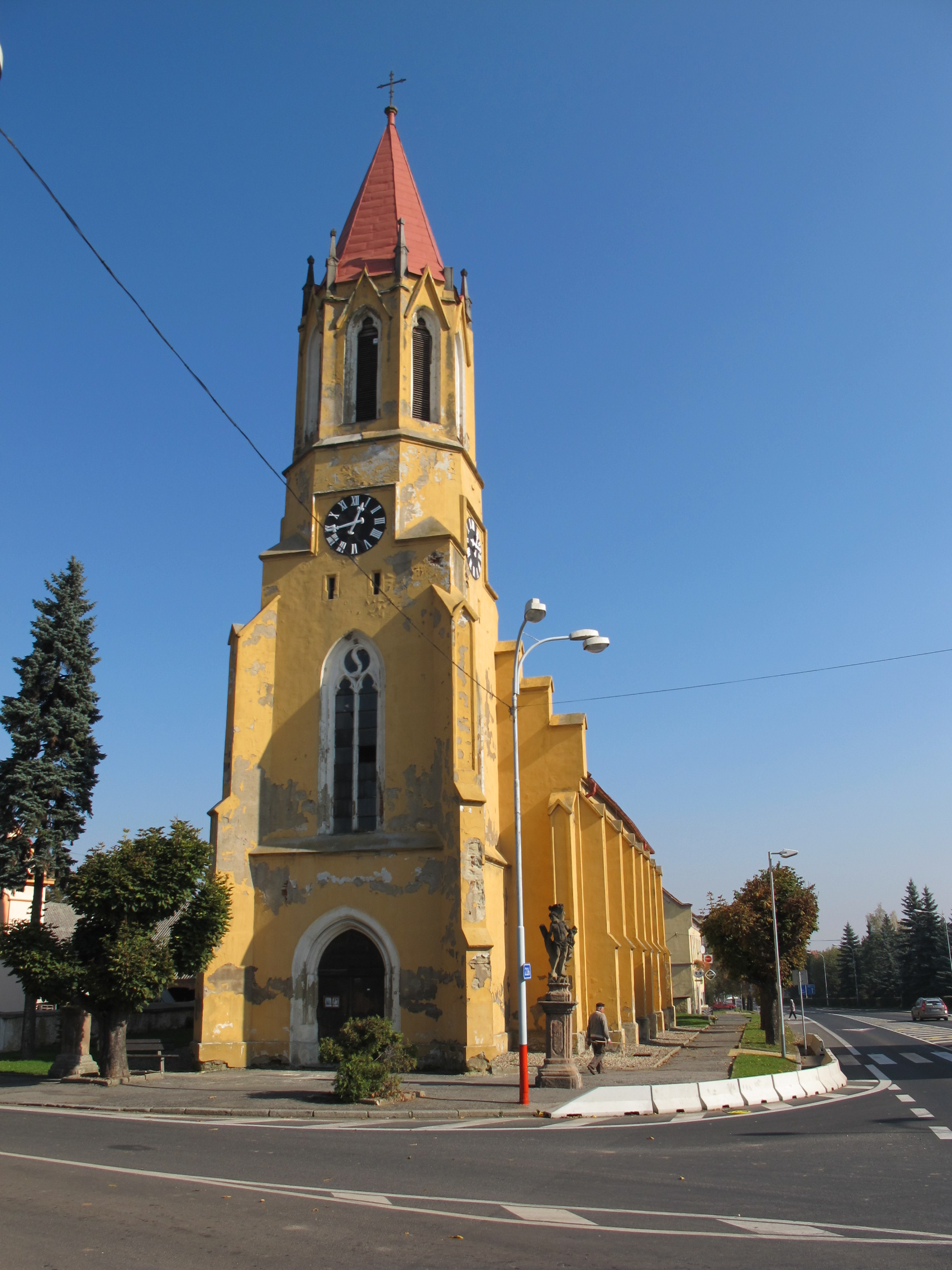
Kostel svatého Vavřince

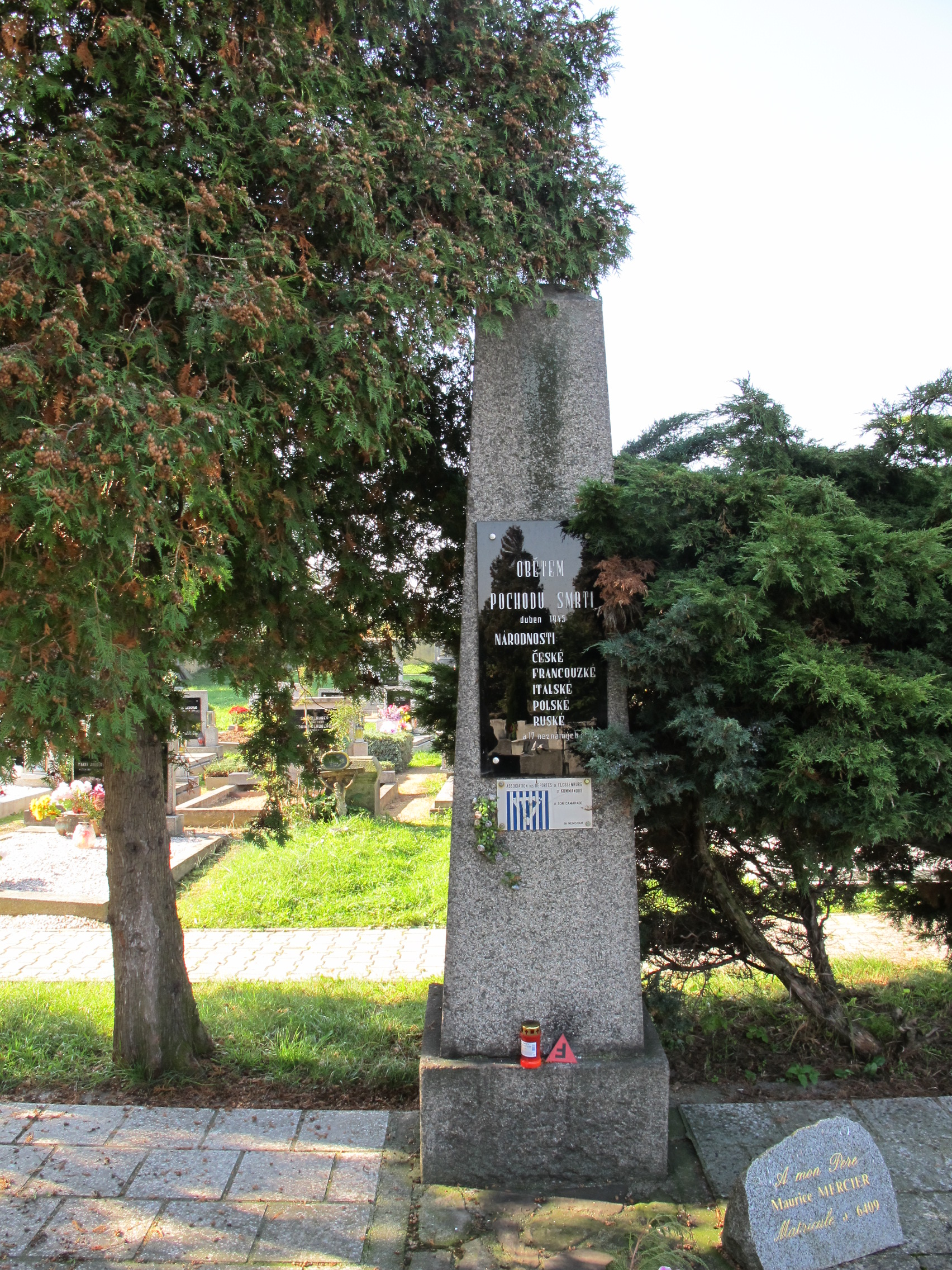
Památník obětem pochodu smrti

Počátky Lubence jsou nejasné. Obě nejstarší zmínky z let 1115 a 1186 se nacházejí ve falzech ze třináctého století, podle kterých vesnice patřila kladrubskému klášteru. V polovině čtrnáctého století byla vesnice rozdělena mezi dva majitele, nebo existovaly dvě oddělené vsi: větší Luben a menší Lubenec. Lubenec s patronátním právem roku 1356 vlastnil Petr z Vrtby. V roce 1364 (nebo 1365) Petr z Vrtby, zakladatel nedalekého Petrohradu, získal také kladrubskou část.
V patnáctém století patřila větší část městečka k Petrohradu, ale menší díl náležel v roce 1436 k Brložci, jehož majitelem byl Heršík z Brložce. Při dělení petrohradského panství v roce 1555 připadl Lubenec k chyšskému panství a částečně také k Libkovicím. V letech 1654 a 1757 patřila část městečka k Ležkám a později, do zrušení patrimoniální správy, k panství Chyše – Lubenec – Drahonice – Libyně.
Lubenec stával u obchodní cesty z Prahy na Loketsko a nejspíše ve čtrnáctém století byl povýšen na městečko. Podle Josefa Vítězslava Šimáka se tak stalo až mezi lety 1404 a 1415, byť roku 1542 byl Lubenec uveden výslovně jako vesnice a v roce 1579 jako městečko. Jádrem městečka bylo náměstí s excentricky umístěným kostelem, jehož poloha byla dána starší předlokační situací. Podle berní ruly z roku 1654 v Lubenci stálo 28 domů, z nichž bylo sedm pustých. Tento stav se nezměnil až do druhé poloviny osmnáctého století, kdy se městečko začalo rozrůstat. Jeho rozvoj podpořila také výstavba císařské silnice z let 1792–1811. Od druhé poloviny devatenáctého století se zástavba šířila především podél ní na západ od kostela.
Ve dvacátých letech dvacátého století v Lubenci fungovala porcelánka, elektrické družstvo, spořitelna a záložna a vyráběly se zde zvěrolékařské přípravky.
V letech 1938 až 1945 byl Lubenec přičleněn (v důsledku uzavření Mnichovské dohody) k nacistickému Německu. Dne 28. dubna 1945 procházel Lubencem pochod smrti z Johanngeorgenstadtu do Terezína. Oběti pochodu zde byly pochovány v hromadném hrobě.

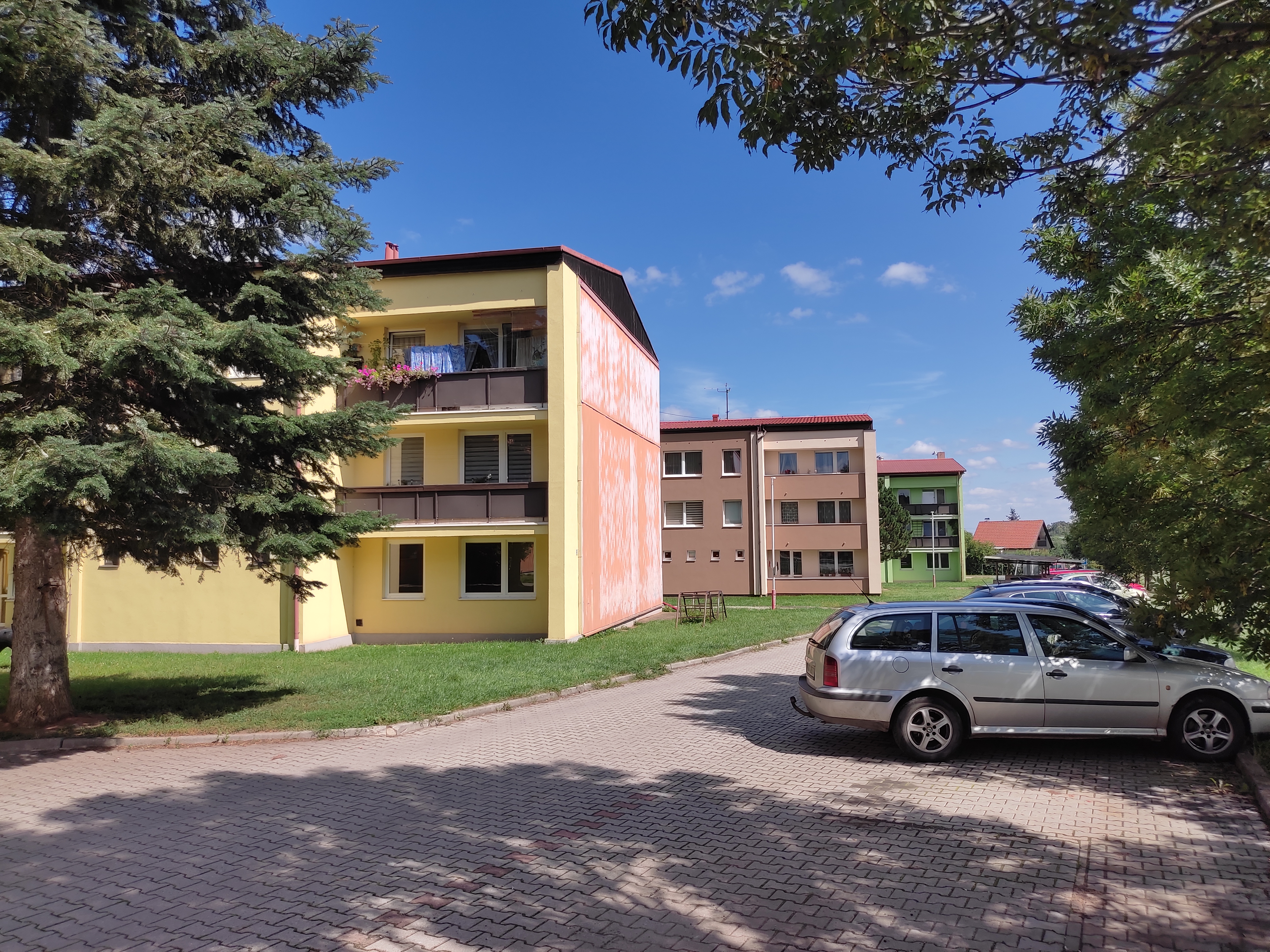
Panelové domy

Po vysídlení německých obyvatel došlo k narušení urbanistické struktury sídla. Zbořena byla zástavba na západní a jižní straně i uvnitř náměstí. Nahradily ji panelové domy a objekt občanské vybavenosti. Nová výstavba narušila i další části Lubence a historická zástavba se tak dochovala jen v podobě několika domů severně od kostela a na východní straně náměstí.

### Referendum proti úložišti
Správa úložišť radioaktivních odpadů hledá místo pro ukládání vyhořelého vysoce radioaktivního odpadu z jaderných elektráren a jako jedna z potenciálních lokalit byla vybrána oblast Čertovka zasahující území obcí Blatno, Lubenec, Tis u Blatna a Žihle. Koncem června 2012 proběhlo v Lubenci referendum, ve kterém většina obyvatel odmítla byť i jen geologický průzkum příštího úložiště.

## Přírodní poměry
Lubenec leží v Rakovnické pahorkatině v nadmořské výšce okolo 375 metrů. Jižně od vesnice, na rozhraní katastrálních území Lubenec a Vítkovice u Lubence  se táhne hřeben zvaný Liščí skály. V místě asi padesát metrů širokého skalního srubu (150 metrů severně od vyhlídky Bílý kříž) je dominantní horninou středně zrnitá žula, jejíž několik set metrů velké těleso je obklopeno převažujícím biotitickým granodioritem. Hornina je silně tektonicky postižena a po kliváži jí pronikají centimetrové křemenné žilky. Obsahuje také až 40 % vyrostlic draselných živců a dalších minerálů.

## Obyvatelstvo
Při sčítání lidu v roce 1921 zde žilo 797 obyvatel (z toho 364 mužů), z nichž bylo 51 Čechoslováků, 723 Němců, čtyři Židé a devatenáct cizinců. Většina se hlásila k římskokatolické církvi, ale žilo zde také šest evangelíků, jeden člen církve československé, čtyřicet židů, tři členové jiných církvi a sedm lidí bez vyznání. Podle sčítání lidu z roku 1930 měla vesnice 1 006 obyvatel: 148 Čechoslováků, 843 Němců, tři lidi jiné národnosti a dvanáct cizinců. Stále převládala výrazná římskokatolická většina, ale 28 lidí bylo evangelíky, sedm členy církve československé, 34 izraelské, jeden člověk se hlásil k jiné církvi a 21 lidí bylo bez vyznání.
| Obec Lubenec | Obec Lubenec | Obec Lubenec | Obec Lubenec | Obec Lubenec | Obec Lubenec | Obec Lubenec | Obec Lubenec | Obec Lubenec | Obec Lubenec | Obec Lubenec | Obec Lubenec | Obec Lubenec | Obec Lubenec | Obec Lubenec |
| | 1869         | 1880         | 1890         | 1900         | 1910         | 1921         | 1930         | 1950         | 1961         | 1970         | 1980         | 1991         | 2001         | 2011         |
| --- | ------------ | ------------ | ------------ | ------------ | ------------ | ------------ | ------------ | ------------ | ------------ | ------------ | ------------ | ------------ | ------------ | ------------ |
| Obyvatelé | 3 051        | 2 958        | 2 645        | 2 663        | 2 636        | 2 504        | 2 766        | 1 598        | 1 731        | 1 628        | 1 609        | 1 508        | 1 555        | 1 590        |
| Místní část Lubenec |              |              |              |              |              |              |              |              |              |              |              |              |              |              |
| Obyvatelé | 932          | 975          | 901          | 948          | 962          | 939          | 1 164        | 805          | 1 005        | 1 036        | 1 151        | 1 200        | 1 237        | 1 173        |
| Domy | 138          | 143          | 143          | 149          | 156          | 165          | 202          | 195          | 263          | 185          | 178          | 243          | 274          | 293          |
| Tabulka zahrnuje údaje z části Jeleny. Data z roku 1961 zahrnují i domy z místních částí Dolní Záhoří, Horní Záhoří, Libkovice, Libyně, Řepany a Vítkovice. |              |              |              |              |              |              |              |              |              |              |              |              |              |              |

### Židovská komunita
V roce 1757 v Lubenci žilo osm židovských rodin a další se do něj stěhovaly od druhé poloviny devatenáctého století zejména z Libyně, odkud byla v roce 1878 přestěhována židovská škola a osm let později i sídlo náboženské obce. Podle sčítání lidu dosáhla židovská komunita nejvyššího počtu v roce 1880, kdy ji tvořilo 105 osob. Většina židovského osídlení se soustředila podél silnice do Drahonic a později na severní stranu náměstí a podél pražské silnice. U drahonické silnice stávala také synagoga z roku 1925. V roce 1938 byla nacisty vypálena a později zbořena. Dochovalo se pouze sídlo náboženské obce, tzv. rabinát, kterým byl dům čp. 98. Zesnulí židé byli pohřbíváni na hřbitově u Drahonic.

## Obecní správa
Součástí vesnice je bývalá osada Jelení, která vznikla jeden kilometr jihovýchodně od Lubence okolo hostince Zum Hirsch. Její zástavba je roztroušená kolem bývalé porcelánky a lubeneckého nádraží. Původně bývala dokonce rozdělena mezi obce Lubenec a Ležky.

### Části obce
- Lubenec
- Dolní Záhoří
- Drahonice
- Horní Záhoří
- Ležky
- Libkovice
- Libyně
- Přibenice
- Řepany
- Vítkovice

## Doprava

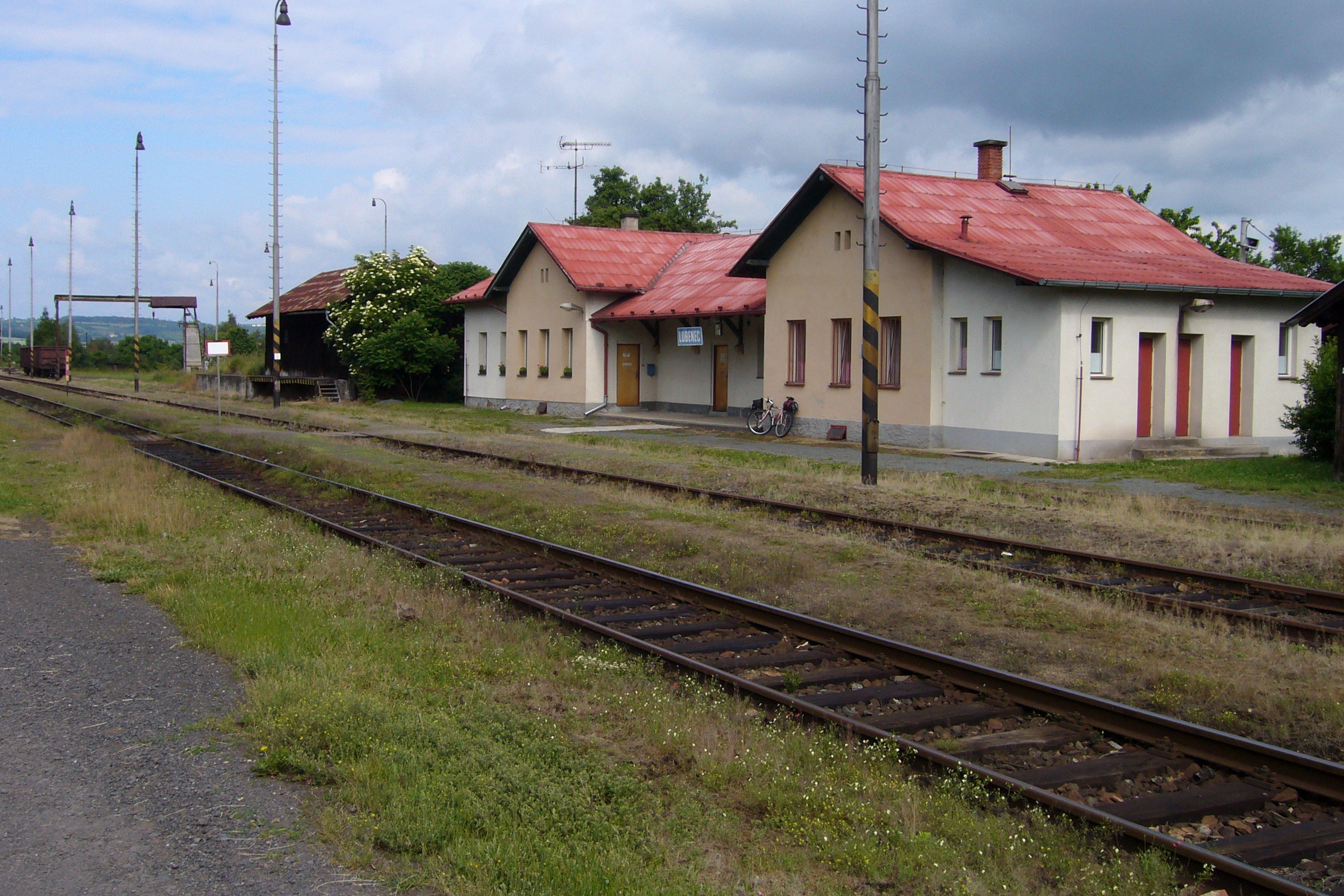
Železniční stanice Lubenec

Okolo Lubence vede od roku 2021 obchvat dálnice D6 z Prahy do Karlových Varů, kterou kříží silnice II/226 z Podbořan do Žlutic. Podél jižního okraje vsi vede železniční trať Rakovník – Bečov nad Teplou se zastávkami Lubenec a Lubenec zast.

## Pamětihodnosti
- Lubenecký kostel je doložen v letech 1352–1355.[18] Roku 1846 byl na jeho místě postaven novogotický kostel svatého Vavřince s pětibokým presbytářem a hranolovou věží.[19]
- Fara z osmnáctého století
- Kaplička Panny Marie
- Socha svatého Floriána u hřbitova[20]
- Pomník šedesáti obětem pochodu smrti na hřbitově[21]
- Bývalá porcelánka (čp. 254) se zámečkem. Areál slouží jako domov pro seniory.[22]
- Dřevěný kříž s plechovým korpusem
- Socha svatého Šebestiána a podstavec sochy svatého Řehoře – nacházejí se u kostela svatého Vavřince[23]
- Socha svatého Jana Nepomuckého u pošty

## Osobnosti
- Alfred Kohn (1867–1959), český histolog, narodil se v Libyni.[24]
- Franz Tobisch (1868–1917), lékař a politik německé národnosti, na počátku 20. století poslanec Českého zemského sněmu a Říšské rady.[25]